# Nouvelles histoires extraordinaires
Pour les articles homonymes, voir Histoires extraordinaires (homonymie).
Nouvelles histoires extraordinaires est un recueil de nouvelles écrites par Edgar Allan Poe, puis traduites et réunies sous ce titre par Charles Baudelaire en 1857.

## Nouvelles
- Le Démon de la perversité (juillet 1845)
- Le Chat noir (19 août 1843)
- William Wilson (octobre 1839)
- L'Homme des foules (décembre 1840)
- Le Cœur révélateur (janvier 1843)
- Bérénice (mars 1835)
- La Chute de la maison Usher (septembre 1839)
- Le Puits et le Pendule (1843)
- Hop-Frog (17 mars 1849)
- La Barrique d'amontillado (novembre 1846)
- Le Masque de la mort rouge (19 juillet 1845)
- Le Roi Peste (septembre 1835)
- Le Diable dans le beffroi (18 mai 1839)
- Lionnerie (mai 1835)
- Quatre bêtes en une (mars 1836)
- Petite Discussion avec une momie (avril 1845)
- Puissance de la parole (juin 1845)
- Colloque entre Monos et Una (août 1841)
- Conversation d'Eiros avec Charmion (décembre 1839)
- Ombre (septembre 1835)
- Silence (automne 1837)
- L'Île de la fée (juin 1841)
- Le Portrait ovale (avril 1842)